# Betriebssatzung
Zur Regelung der Rechtsverhältnisse eines kommunalen Eigenbetriebes wird vom jeweils zuständigen Gemeinderat eine Betriebssatzung erlassen. Rechtsgrundlage sind die jeweilige Gemeindeordnung und die Eigenbetriebsverordnung. In der Betriebssatzung sind insbesondere das Stammkapital des Eigenbetriebes, die Vertretung des Eigenbetriebs und die Kompetenzen von Betriebsausschuss bzw. Werksausschuss und Betriebsleitung geregelt.